# Bồng nga truật
Bồng nga truật, cam địa la, lưỡi cọp, ngải bún hay củ ngải (danh pháp khoa học: Boesenbergia rotunda) là một loài thực vật có hoa trong họ Gừng. Loài này được Carl Linnaeus mô tả khoa học đầu tiên năm 1753 dưới danh pháp Curcuma rotunda. Năm 1958, Rudolf Mansfeld chuyển nó sang chi Boesenbergia.

## Phân bố
Loài này phân bố rộng trong khu vực như miền nam tỉnh Vân Nam (Tây Song Bản Nạp), Đông Dương, Java, Malaysia, Sumatra, quần đảo Andaman; du nhập vào Ấn Độ lục địa và Sri Lanka. Môi trường sống là rừng rậm, ở cao độ 300-1.000 m. Được gieo trồng rộng khắp trong khu vực Đông Dương.

## Mô tả
Địa thực vật cao tới 50 cm. Thân rễ màu vàng tươi, hình trứng-hình cầu, mùi thơm nồng; rễ mập. Lá 3 hoặc 4; bẹ lá màu đỏ; lưỡi bẹ 2 khe, khoảng 5 mm; cuống lá 7–16 cm, có rãnh; phiến lá màu xanh lục ở cả hai mặt, hình trứng-thuôn dài hoặc hình elip-hình mác, 25-50 × 7–12 cm, nhẵn nhụi ngoại trừ phần gân giữa có ít lông ở mặt xa trục, gốc lá thuôn tròn đến hình nêm, đỉnh nhọn đột ngột. Cụm hoa tận cùng trên các thân giả, xuất hiện từ trong các bẹ lá ở đỉnh, gần như không cuống, 3–7 cm; lá bắc hình mác, 4–5 cm. Hoa thơm. Đài hoa 1,5–2 cm, đỉnh có 2 khe. Tràng hoa màu hồng; ống tràng 4,5-5,5 cm; các thùy thuôn dài, 1,5–2 cm. Các nhị lép ở bên màu hồng nhạt, hình trứng ngược, khoảng 1,5 cm. Môi dưới màu trắng hoặc hồng với sọc tía, dài 2,5-3,5 cm, lõm, mép hơi nhăn, đỉnh nguyên. Chỉ nhị ngắn; phần phụ liên kết đảo ngược, 2 khe, 1–3 mm. Ra hoa tháng 7-8. Nhiễm sắc thể 2n = 36.

## Sử dụng
Loài này được sử dụng phổ biến ở Đông Nam Á như một nguyên liệu thực phẩm, một vị thuốc dân gian để điều trị một số bệnh như loét áp-tơ, khô miệng, đau bụng, khí hư và bệnh lỵ.
Theo Phạm Hoàng Hộ, tại Việt Nam nó được sử dụng làm thuốc chữa đau bụng, đau mắt và mắt cườm.

## Lưu ý
Trong tiếng Trung thì Boesenbergia rotunda được gọi là "ao thần khương" (凹唇姜). Tên gọi "nga truật" (莪朮) hay "bồng nga truật" (蓬莪朮) là để chỉ Curcuma phaeocaulis, loài mà trước đây (và ngay cả cho tới gần đây) trong các tài liệu Trung văn thường bị định danh nhầm thành Curcuma zedoaria, nhưng C. zedoaria dường như không có ở Trung Quốc.

## Hình ảnh

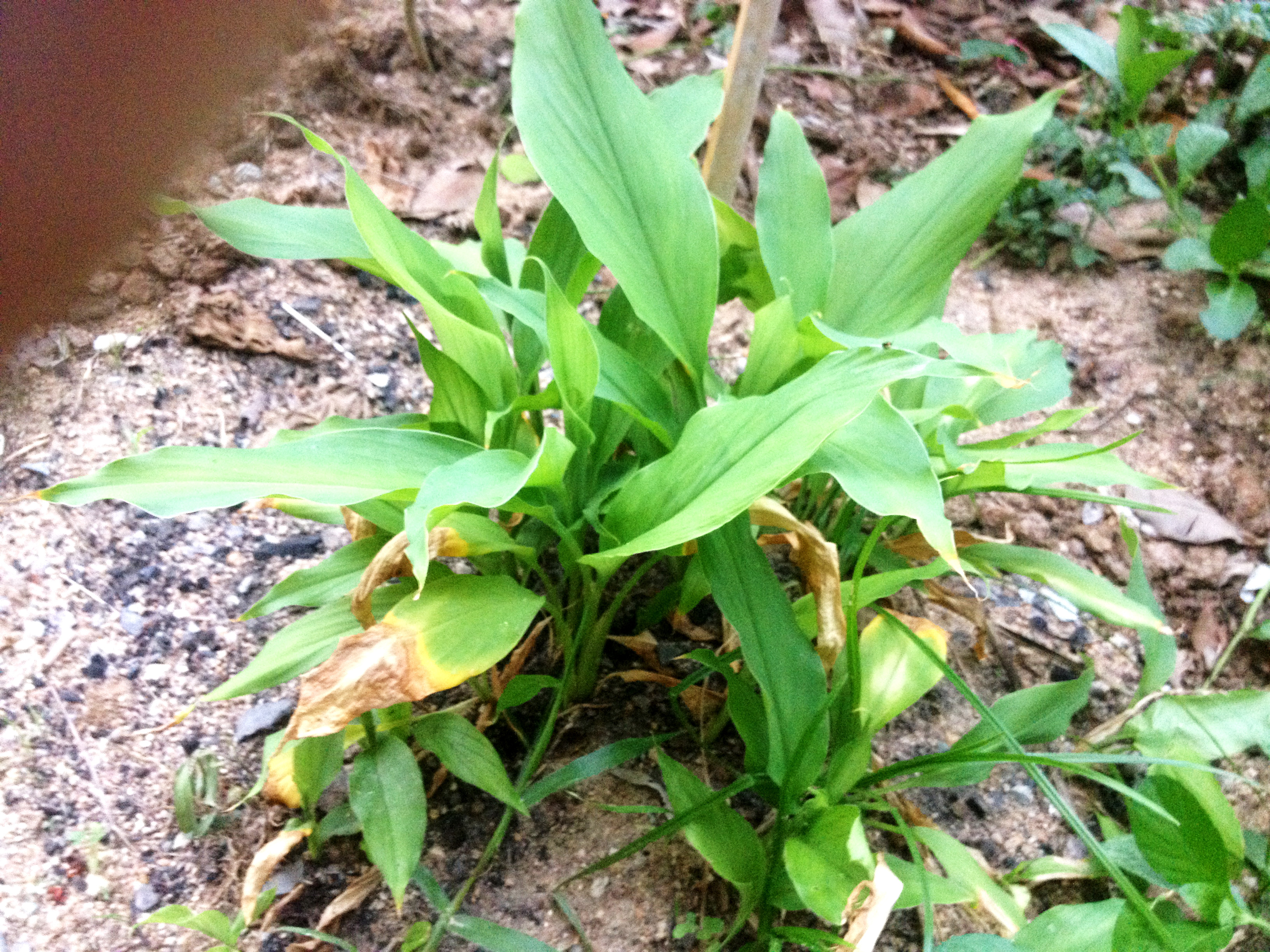
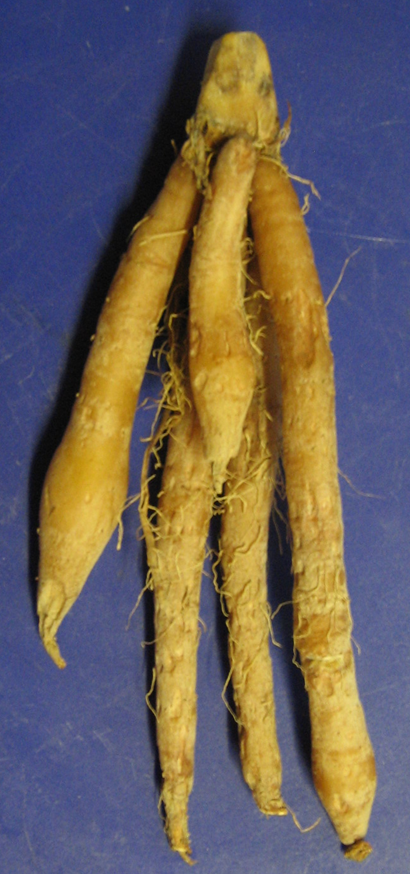
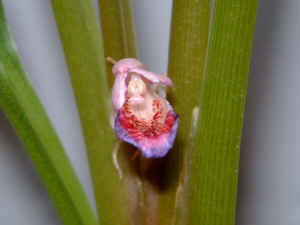
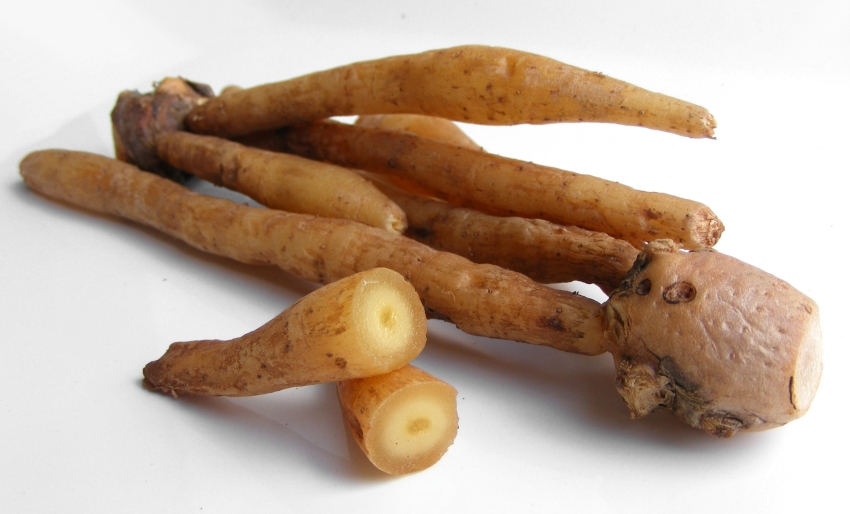
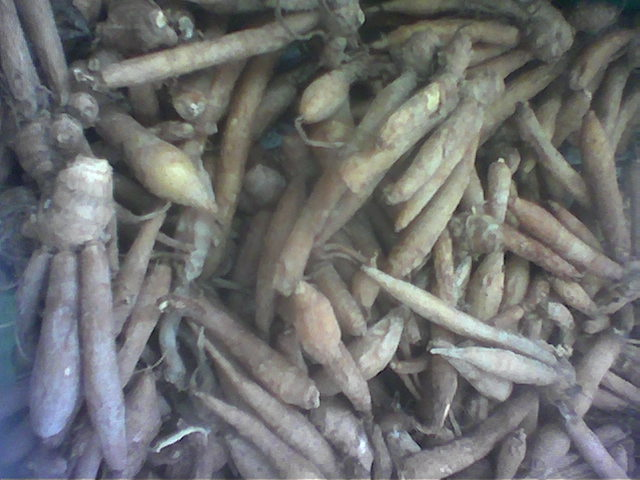